# تيد فورست
تيد فورست (بالإنجليزية: Ted Forrest)‏ هو لاعب بوكر أمريكي، ولد في 24 سبتمبر 1964 في سيراكيوز في الولايات المتحدة.